# Kilariodes marifae
Kilariodes marifae is een haft uit de familie Leptophlebiidae. De wetenschappelijke naam van de soort is voor het eerst geldig gepubliceerd in 2010 door Sartori & Derleth.
De soort komt voor in het Oriëntaals gebied.